# Ядерные технологии
Ядерные технологии — совокупность инженерных решений, позволяющих использовать ядерные реакции или ионизирующее излучение. Наиболее известные сферы применения ядерных технологий — ядерное оружие, ядерная энергетика, ядерная медицина.
Ядерные технологии включают в себя несколько разнородных направлений:
- технологии, основанные на способности ядер некоторых химических элементов к делению или слиянию с выделением энергии.
- технологии, основанные на получении и использовании ионизирующих излучений.
- специфические для отрасли технологии получения веществ с требуемыми свойствами также зачастую относят к ядерным.

## Физика

Зависимость энергии связи нуклона от числа нуклонов в ядре

Атомные ядра состоят из двух типов нуклонов — протонов и нейтронов. Их удерживает вместе так называемое сильное взаимодействие. При этом энергия связи каждого нуклона с другими зависит от общего количества нуклонов в ядре, как показано на графике справа. Из графика видно, что у лёгких ядер с увеличением количества нуклонов энергия связи растет, а у тяжелых падает. Если добавлять нуклоны в лёгкие ядра или удалять нуклоны из тяжелых атомов, то эта разница в энергии связи будет выделяться в виде кинетической энергии частиц, высвобождающихся в результате этих действий. Кинетическая энергия (энергия движения) частиц переходит в тепловое движение атомов после соударения частиц с атомами. Таким образом ядерная энергия проявляется в виде нагрева.
Изменение состава ядра называется ядерным превращением или ядерной реакцией. Ядерная реакция с увеличением количества нуклонов в ядре называется термоядерной реакцией или ядерным синтезом. Ядерная реакция с уменьшением количества нуклонов в ядре именуют ядерным распадом или делением ядра.

### Деление ядра
Деление ядра может быть самопроизвольным (спонтанным) и вызванным внешним воздействием (индуцированным).

#### Спонтанное деление
Современная наука считает что все химические элементы тяжелее водорода были синтезированы в результате термоядерных реакций внутри звезд. В зависимости от количества протонов и нейтронов ядро может быть стабильно или проявлять склонность к самопроизвольному делению на несколько частей. После окончания жизни звезд стабильные атомы образовали известный нам мир, а нестабильные постепенно распадались до образования стабильных. На Земле до наших дней в промышленных количествах сохранилось только два таких нестабильных (радиоактивных) химических элемента — уран и торий. Другие нестабильные элементы получают искусственно в ускорителях или реакторах.
Спонтанное деление часто используется для получения ионизирующих излучений или в качестве источника тепла, например в радиоизотопных генераторах.

#### Цепная реакция
Некоторые тяжелые ядра легко присоединяют внешний свободный нейтрон, становятся при этом нестабильными и распадаются, выбрасывая несколько новых свободных нейтронов. В свою очередь эти освободившиеся нейтроны могут попасть в соседние ядра и также вызвать их распад с выходом очередных свободных нейтронов. Такой процесс именуется цепной реакцией. Чтобы цепная реакция произошла, нужно создать специфические условия: сконцентрировать в одном месте достаточно много вещества, способного к цепной реакции. Плотность и объём этого вещества должны быть достаточны чтобы свободные нейтроны не успевали покинуть вещество, взаимодействуя с ядрами с высокой вероятностью. Эту вероятность характеризует коэффициент размножения нейтронов. Когда объём, плотность и конфигурация вещества позволят коэффициенту размножения нейтронов достичь единицы, то начнется самоподдерживающаяся цепная реакция, а массу делящегося вещества назовут критическая масса.
Естественно, каждый распад в этой цепочке приводит к выделению энергии.
Люди научились осуществлять цепную реакцию в специальных конструкциях. В зависимости от требуемых темпов цепной реакции и её тепловыделения эти конструкции называются ядерным оружием или ядерными реакторами. В ядерном оружии осуществляется лавинообразная неуправляемая цепная реакция с максимально достижимым коэффициентом размножения нейтронов чтобы достичь максимального энерговыделения прежде чем наступит тепловое разрушение конструкции. В ядерных реакторах стараются достичь стабильного нейтронного потока и тепловыделения, чтобы реактор выполнял свои задачи и не разрушился от избыточных тепловых нагрузок. Такой процесс называют управляемой цепной реакцией.

##### Управляемая цепная реакция
В ядерных реакторах создают условия для управляемой цепной реакции. Как понятно из смысла цепной реакции, её темпом можно управлять меняя коэффициент размножения нейтронов. Для этого можно менять разнообразные параметры конструкции: плотность делящегося вещества, энергетический спектр нейтронов, вводить вещества-поглотители нейтронов, добавлять нейтроны от внешних источников и т. п.
Однако цепная реакция очень быстрый лавинообразный процесс, надежно управлять им напрямую практически невозможно. Поэтому для управления цепной реакцией огромное значение имеют запаздывающие нейтроны — нейтроны, образующиеся при спонтанном распаде нестабильных изотопов, образовавшихся в результате первичных распадов делящегося материала. Время от первичного распада до запаздывающих нейтронов варьируется от миллисекунд до минут, а доля запаздывающих нейтронов в нейтронном балансе реактора достигает единиц процентов. Такие значения времени уже позволяют регулировать процесс механическими методами. Коэффициент размножения нейтронов с учётом запаздывающих нейтронов называют эффективным коэффициентом размножения нейтронов, а вместо критической массы ввели понятие реактивность ядерного реактора.
На динамику управляемой цепной реакции также влияют другие продукты деления, некоторые из которых могут эффективно поглощать нейтроны (так называемые нейтронные яды). После начала цепной реакции они накапливаются в реакторе, уменьшая эффективный коэффициент размножения нейтронов и реактивность реактора. Через некоторое время наступает баланс накопления и распада таких изотопов и реактор входит в стабильный режим. Если заглушить реактор то нейтронные яды ещё долгое время сохраняются в реакторе, усложняя его повторный запуск. Характерное время жизни нейтронных ядов в цепочке распада урана до полусуток. Нейтронные яды мешают ядерным реакторам быстро изменять мощность.

### Ядерный синтез
Протоны в ядре имеют электрический заряд, а значит, испытывают кулоновское отталкивание. В ядре это отталкивание компенсируется сильным взаимодействием, удерживающим нуклоны вместе. Но сильное взаимодействие имеет радиус действия гораздо меньше кулоновского отталкивания. Поэтому для слияния нуклонов двух ядер в одно требуется сначала их сблизить, преодолевая кулоновское отталкивание. Известно несколько таких способов. В недрах звезд это гравитационные силы. В ускорителях - кинетическая энергия разогнанных ядер или элементарных частиц. В термоядерных реакторах и термоядерном оружии - энергия теплового движения.

### Ионизирующие излучения
Потоки разогнанных атомных ядер, элементарных частиц или высокоэнергетичных фотонов называются ионизирующим излучением. Чаще всего ионизирующее излучение является следствием ядерных реакций или получается в ускорителях заряженных частиц. Различают много видов ионизирующего излучения в зависимости от вида частиц и их энергии.
Чаще всего встречается рентгеновское или гамма-излучение - потоки высокоэнергетичных фотонов. Рентгеновское излучение получают в небольших специальных ускорителях электронов, именуемых рентгеновскими трубками. Широко известно применение рентгеновского излучения в медицинских диагностических целях и для поиска дефектов металлических конструкций. Гамма излучение состоит из более энергичных фотонов и получается при спонтанном распаде некоторых искусственных изотопов. Наиболее известное применение гамма излучения - стерилизация медицинских инструментов и пищевых консервов.
Нейтронное излучение является характерным признаком цепной реакции и значимо при ядерных взрывах и в ядерных реакторах. Нейтроны легко присоединяются атомными ядрами, делая их нестабильными (радиоактивными).

### Нейтронная физика

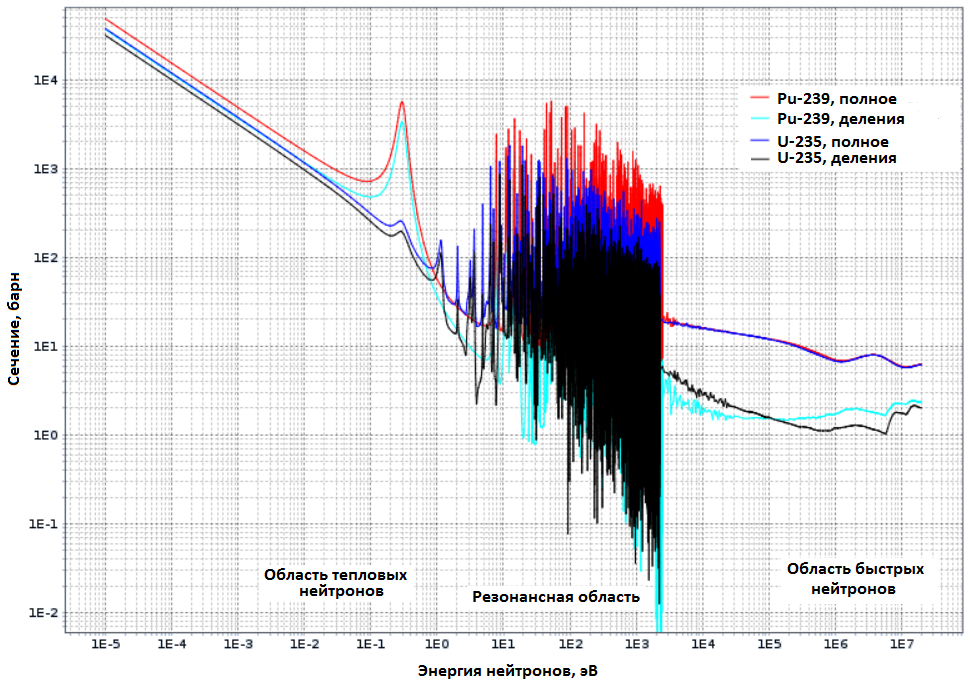
Cечение деления и полное сечение взаимодействия с нейтроном для ^{235}U и ^{239}Pu в зависимости от энергии нейтронов, называемая также функцией возбуждения

Свободные нейтроны являются движущей силой цепной реакции, поэтому физика их взаимодействия с ядрами атомов хорошо изучена, а принципы работы с нейтронными потоками один из краеугольных камней ядерных технологий.

#### Сечение взаимодействия
Нейтрон может взаимодействовать с веществом по нескольким сценариям:
- Упругое рассеяние, при котором ядро сохраняет целостность. Нейтрон и ядро изменяют свою кинетическую энергию в соответствии с законами механики.
- Неупругое рассеяние, при которой ядро разваливается под ударом нейтрона.
- Ядерная реакция, при которой ядро поглощает нейтрон (нейтронный захват).

Схема конкретного взаимодействия носит вероятностный характер, каждому из возможных сценариев соответствует своя вероятность, характеризуемая сечением взаимодействия. Сечение взаимодействия зависит от нуклонного состава ядра и кинетической энергии нейтрона. На графике приведен пример зависимости вероятности ядерной реакции с нейтроном от его энергии для изотопов 235U и 239Pu. На данном графике показано полное сечение взаимодействия (то есть вероятность того что ядерная реакция произойдет) и сечение деления (то есть вероятность что ядерная реакция закончится распадом ядра). 
Поскольку возможно множество разнообразных сценариев развития ядерной реакции, то для каждого изотопа накоплен огромный массив экспериментальных данных с вероятностями (сечениями) каждого из сценариев. Существуют публичные базы экспериментальных данных взаимодействия нейтрона с различными изотопами. Также доступны онлайн инструменты просмотра данных из некоторых баз.

#### Нейтронный спектр
Распределение энергий нейтронов в нейтронном потоке принято называть спектром нейтронов. Энергия нейтрона определяет схему взаимодействия нейтрона с ядром. Принято выделять несколько диапазонов энергий нейтронов, из которых для ядерных технологий значимыми являются:
- Тепловые нейтроны. Названы так поскольку находятся в энергетическом равновесии с тепловыми колебаниями атомов и не передают им свою энергию при упругих взаимодействиях.
- Резонансные нейтроны. Названы так поскольку сечение взаимодействия некоторых изотопов с нейтронами этих энергий имеет ярко выраженные неравномерности.
- Быстрые нейтроны. Нейтроны этих энергий обычно получаются в результате ядерных реакций.

#### Мгновенные и запаздывающие нейтроны
Цепная реакция очень быстрый процесс. Время жизни одного поколения нейтронов (то есть среднее время от возникновения свободного нейтрона до его поглощения следующим атомом и рождения следующих свободных нейтронов) много менее микросекунды. Такие нейтроны называют мгновенными. При цепной реакции с коэффициентом размножения 1,1 через 6 мкс количество мгновенных нейтронов и выделяемая энергия вырастут в 1026 раз. Надежно управлять таким быстрым процессом невозможно. Поэтому для управляемой цепной реакции огромное значение имеют запаздывающие нейтроны. Запаздывающие нейтроны возникают при самопроизвольном распаде осколков деления, оставшихся после первичных ядерных реакций.

## Материаловедение

### Изотопы
В окружающей природе люди обычно сталкиваются со свойствами веществ, обусловленными структурой электронных оболочек атомов. Например, именно электронные оболочки целиком отвечают за химические свойства атома. Поэтому до ядерной эры наука не разделяла вещества по массе ядра, а только по его электрическому заряду. Однако с появлением ядерных технологий выяснилось что все хорошо известные простые химические элементы имеют множество — иной раз десятки — разновидностей с разным количеством нейтронов в ядре и, соответственно, совершенно различными ядерными свойствами. Эти разновидности стали называть изотопами химических элементов. Большинство встречающихся в природе химических элементов является смесями нескольких разных изотопов.
Подавляющее большинство известных изотопов являются нестабильными и в природе не встречаются. Их получают искусственно для изучения либо использования в ядерных технологиях. Разделение смесей изотопов одного химического элемента, искусственное получение изотопов, изучение свойств этих изотопов — одни из основных задач ядерных технологий.

### Делящиеся материалы
Некоторые изотопы нестабильны и распадаются. Однако распад происходит не сразу после синтеза изотопа а спустя некоторое характерное для этого изотопа время, называемое периодом полураспада. Из названия очевидно что это время, за которое распадается половина имевшихся ядер нестабильного изотопа.
В природе нестабильные изотопы почти не встречаются, поскольку даже самые долгоживущие успели полностью распасться за те миллиарды лет что прошли после синтеза окружающих нас веществ в термоядерной топке давно угасшей звезды. Исключений только три: это два изотопа урана (уран-235 и уран-238) и один изотоп тория - торий-232. Кроме них в природе можно найти следы других нестабильных изотопов, образовавшихся в результате природных ядерных реакций: распада этих трех исключений и воздействия космических лучей на верхние слои атмосферы.
Нестабильные изотопы являются основой практически всех ядерных технологий.

#### Поддерживающие цепную реакцию
Отдельно выделяют очень важную для ядерных технологий группу нестабильных изотопов, способных к поддержанию ядерной цепной реакции. Чтобы поддерживать цепную реакцию изотоп должен хорошо поглощать нейтроны с последующим распадом, в результате которого образуется несколько новых свободных нейтронов. Человечеству невероятно повезло, что среди сохранившихся в природе в промышленных количествах нестабильных изотопов оказался один, поддерживающий цепную реакцию: уран-235. Ещё два встречающихся в природе изотопа (уран-238 и торий-232) могут быть относительно легко превращены в изотопы, поддерживающие цепную реакцию (плутоний-239 и уран-233 соответственно). Технологии вовлечения урана-238 в промышленную энергетику в настоящее время находятся в опытной эксплуатации в рамках замыкания ядерно-топливного цикла. Технологии вовлечения тория-232 ограничены научно-исследовательскими работами.

### Поглотители, замедлители и отражатели нейтронов
Для получения цепной реакции и управления ею очень важны особенности взаимодействия материалов с нейтронами. Выделяют три основных нейтронных свойства материалов: замедление нейтронов, поглощение нейтронов и отражение нейтронов.
При упругом рассеянии ядро материала и нейтрон обмениваются своими кинетическими энергиями согласно закону сохранения импульса классической механики. При цепной реакции энергия рождённого в ядерной реакции нейтрона измеряется единицами МЭв. А ядра веществ активной зоны движутся со скоростями, соответствующими температуре вещества. При их упругом взаимодействии нейтрон передаст часть своей огромной кинетической энергии ядру. В соответствии с законами механики доля энергии, переданной нейтроном ядру, определяется массой ядра: чем ближе масса ядра к массе нейтрона тем большая часть энергии перейдет ядру и тем быстрее нейтрон будет терять энергию, то есть замедляться. Соответственно вещества с лёгкими ядрами являются более эффективными замедлителями чем с тяжелыми. Помимо массы ядра имеют значение сечение рассеяния (то есть вероятность упругого рассеяния), плотность материала замедлителя и паразитное поглощение нейтронов материалом. В современных ядерных конструкциях наибольшее распространение получили водород (обычно в виде воды, гораздо реже в виде гидридов или органических веществ), дейтерий (в виде тяжелой воды), углерод (в виде графита) и бериллий.
При упругом рассеянии вектор движения нейтрона изменяется. Если окружить активную зону реактора или ядерный заряд веществом с большим сечением рассеяния то с некоторой вероятностью вылетевший из зоны цепной реакции нейтрон отразится обратно и не будет потерян. Также в качестве отражателей нейтронов используют вещества, реагирующие с нейтронами с образованием новых нейтронов, к примеру уран-235. В этом случае так же есть существенная вероятность что вылетевший из активной зоны нейтрон прореагирует с ядром вещества отражателя и вновь образовавшиеся свободные нейтроны вернутся в зону протекания цепной реакции. Отражатели используются для уменьшения утечки нейтронов из малогабаритных ядерных реакторов и повышения эффективности ядерных зарядов.
Нейтрон может быть поглощен ядром без испускания новых нейтронов. С точки зрения цепной реакции такой нейтрон теряется. Практически все изотопы всех веществ могут поглощать нейтроны, но вероятность (сечение) поглощения у всех изотопов разная. Материалы, имеющие значительные сечения поглощения нейтронов, иногда используются в ядерных реакторах для управления цепной реакцией. Такие вещества называют поглотителями нейтронов. Например, бор-10 используется для регулирования цепной реакции. Гадолиний-157 и эрбий-167 используются в качестве выгорающих поглотителей нейтронов, компенсирующих выгорание делящегося вещества в ядерных реакторах с длительными топливными кампаниями.

## История

### Открытие
В 1895 году Вильгельм Рентген открывает рентгеновское излучение, полученное им на первом ускорителе электронов — катодной трубке. Радиоактивность была открыта Анри Беккерелем в 1896 году при изучении фосфоресценции солей урана. Исследования радиоактивности продолжили Пьер Кюри и Мария Склодовская-Кюри с соединениями тория и солями урана. Ими были выделены высокоактивные элементы полоний и радий. Они обнаружили, что радиоактивные элементы испускают 3 вида проникающей радиации, α-, β- и γ- лучи.
В начале XX века огромный вклад в изучение ионизирующих излучений и структуры атомов внёс Резерфорд. В 1932 Эрнест Уолтон и Джон Кокрофт смогли впервые расщепить ядро атома.

### Оружейные ядерные программы
В конце 30-х годов XX века физики осознали возможность создания мощного оружия на основе цепной ядерной реакции. Это привело к высокому интересу государства к ядерным технологиям. Первая масштабная государственная атомная программа появилась в Германии в 1939 году (см. немецкая ядерная программа). Однако война осложнила снабжение программы и после разгрома Германии в 1945 году программа была закрыта без значимых результатов. В 1943 году в США началась масштабная программа под кодовым названием Манхэттенский проект. В 1945 году в рамках этой программы была создана и испытана первая в мире ядерная бомба. Ядерные исследования в СССР велись с 20-х годов. В 1940 году прорабатывается первая советская теоретическая конструкция ядерной бомбы. Ядерные разработки в СССР становятся секретными с 1941 года. Первая советская ядерная бомба испытана в 1949 году.
Основной вклад в энерговыделение первых ядерных боеприпасов вносила реакция деления. Тем не менее реакция синтеза находила применение в качестве дополнительного источника нейтронов для увеличения количества прореагировавшего делящегося вещества. В 1952 году в США и 1953 в СССР были испытаны конструкции, в которых бо́льшая часть энерговыделения создавалась реакцией синтеза. Такое оружие назвали термоядерным. В термоядерном боеприпасе реакция деления служит для «поджига» термоядерной реакции, не внося существенного вклада в общую энергетику оружия.

### Ядерная энергетика

Статистика строительства атомных электростанций

Первые ядерные реакторы были либо экспериментальными либо оружейными, то есть предназначенными для наработки оружейного плутония из урана. Создаваемое ими тепло сбрасывали в окружающую среду. Низкие рабочие мощности и малые разницы температур затрудняли эффективное использование такого низкопотенциального тепла для работы традиционных тепловых машин. В 1951 году было первое использование этого тепла для электрогенерации: в США в контур охлаждения экспериментального реактора установили паровую турбину с электрогенератором. В 1954 году в СССР построили первую атомную электростанцию, изначально спроектированную для целей электроэнергетики.

## Технологии

### Ядерное оружие

Пушечная схема

Имплозионная схема

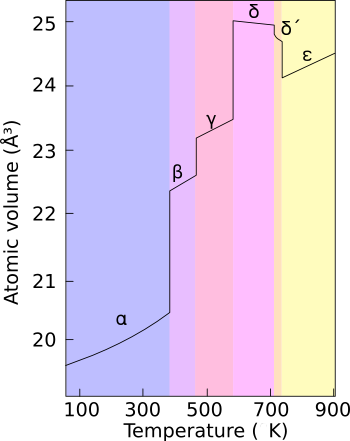
Аллотропные модификации плутония. Атомарный объём в кубических ангстремах.

Существует много способов нанести вред человеку с помощью ядерных технологий. Но на вооружение государств приняли только ядерное оружие взрывного действия на основе цепной реакции. Принцип работы такого оружия прост: нужно максимально увеличить коэффициент размножения нейтронов в цепной реакции, чтобы как можно больше ядер вступило в реакцию и выделило энергию до того как конструкция оружия будет разрушена выделяющимся теплом. Для этого надо либо увеличить массу делящегося вещества либо увеличить его плотность. Причём сделать это надо максимально быстро, иначе медленный рост энерговыделения расплавит и испарит конструкцию без взрыва. Соответственно было разработано два подхода к построению ядерного взрывного устройства:
- Схема с увеличением массы, так называемая пушечная схема. Два подкритических куска делящегося вещества устанавливались в стволе артиллерийского орудия. Один кусок закреплялся в конце ствола, другой выступал в роли снаряда. Выстрел сближал куски, начиналась цепная реакция и происходило взрывное энерговыделение. Достижимые скорости сближения в такой схеме ограничивались парой км/сек.
- Схема с увеличением плотности, так называемая имплозивная схема. Основана на особенностях металлургии искусственного изотопа плутония. Плутоний способен образовывать стабильные аллотропные модификации, различающиеся плотностью. Ударная волна, проходя по объёму металла, способна перевести плутоний из неустойчивой модификации низкой плотности в высокоплотную. Эта особенность позволила переводить плутоний из низкоплотного подкритичного состояния в сверхкритичное со скоростью распространения ударной волны в металле. Для создания ударной волны применили обычную химическую взрывчатку, расположив её вокруг плутониевой сборки так, чтобы взрыв обжимал шарообразную сборку со всех сторон.

Обе схемы были созданы и испытаны практически одновременно, но имплозивная схема оказалась эффективнее и компактнее.

#### Нейтронные источники
Другим ограничителем энерговыделения является скорость роста количества нейтронов в цепной реакции. В подкритическом материале идет самопроизвольный распад атомов. Нейтроны этих распадов становятся первыми в лавинообразной цепной реакции. Однако для максимального энерговыделения выгодно сначала убрать все нейтроны из вещества, потом перевести его в сверхкритическое состояние и только потом ввести в вещество запальные нейтроны в максимальном количестве. Чтобы добиться этого выбирают делящееся вещество с минимальным загрязнением свободными нейтронами от самопроизвольных распадов, а в момент перевода в сверхкритическое состояние добавляют нейтронов из внешних импульсных источников нейтронов.
Источники дополнительных нейтронов строятся на разных физических принципах. Первоначально распространение получили взрывные источники, основанные на перемешивании двух веществ. Радиоактивный изотоп, обычно перемешивался с изотопом.Альфа излучение полония вызывало ядерную реакцию бериллия с выходом нейтронов. Впоследствии их заменили на источники на базе миниатюрных ускорителей, на мишени которых осуществлялась реакция ядерного синтеза с нейтронным выходом.
Помимо запальных источников нейтронов оказалось выгодно вводить в схему дополнительные источники, срабатывающие от начавшейся цепной реакции. Такие источники строились на основе реакций синтеза лёгких элементов. Ампулы с веществами типа дейтерида лития-6 устанавливались в полость в центре плутониевой ядерной сборки. Потоки нейтронов и гамма-лучей от развивающейся цепной реакции разогревали ампулу до температур термоядерного синтеза, а плазма взрыва обжимала ампулу, помогая температуре давлением. Начиналась реакция синтеза, поставлявшая дополнительные нейтроны для цепной реакции деления.

#### Термоядерное оружие

Термоядерный заряд по схеме Теллера-Улама

Источники нейтронов на основе реакции синтеза сами были значительным источником тепла. Однако размеры полости в центре плутониевой сборки не могли вместить много вещества для синтеза, а при размещении вне плутониевого делящегося ядра не удалось бы получить требуемых для синтеза условий по температуре и давлению. Необходимо было окружить вещество для синтеза дополнительной оболочкой, которая, воспринимая энергию ядерного взрыва, обеспечило бы ударное обжатие. Сделали большую ампулу из урана-235 и установили её рядом с ядерным зарядом. Мощные потоки нейтронов от цепной реакции вызовут лавину делений атомов урана ампулы. Несмотря на подкритичность конструкции урановой ампулы суммарное действие гамма лучей и нейтронов от цепной реакции запального ядерного взрыва и собственных делений ядер ампулы позволит создать внутри ампулы условия для синтеза. Теперь размеры ампулы с веществом для синтеза оказались практически неограничены и вклад энерговыделения от ядерного синтеза многократно превысил энерговыделение запального ядерного взрыва. Такое оружие стали называть термоядерным.

### Ядерная энергетика

Схема работы атомной электростанции на двухконтурном водо-водяном энергетическом реакторе (ВВЭР)

Человечество освоило три метода получения атомной энергии: 
- На основе спонтанного деления радиоактивных искусственных изотопов. Поскольку искусственные изотопы относительно дороги, то радиоизотопные источники энергии это маломощные установки для автономного применения в особых случаях. Могут использоваться как для обогрева аппаратуры так и электрогенерации.
- На основе управляемой цепной реакции деления тяжелых ядер. В настоящее время это единственная ядерная технология, обеспечивающая экономически оправданную промышленную генерацию электроэнергии на атомных электростанциях.
- На основе реакции синтеза лёгких ядер. Несмотря на хорошо известную физику процесса построить экономически оправданную электростанцию пока не удалось.

#### Атомная электростанция
Сердцем атомной электростанции является ядерный реактор - устройство, в котором осуществляется управляемая цепная реакция деления тяжелых ядер. Энергия ядерных реакций выделяется в виде кинетической энергии осколков деления и превращается в тепло за счет упругих соударений этих осколков с другими атомами.

#### Топливный цикл
Известен лишь один природный изотоп, способный к цепной реакции - уран-235. Его промышленные запасы невелики. Поэтому уже сегодня инженеры ищут пути наработки дешевых искусственных изотопов, поддерживающих цепную реакцию. Наиболее перспективен плутоний, нарабатывающийся из распространённого изотопа уран-238 путём захвата нейтрона без деления. Его несложно нарабатывать в тех же энергетических реакторах как побочный продукт. При определённых условиях возможна ситуация, когда наработка искусственного делящегося материала полностью покрывает потребности имеющихся АЭС. В этом случае говорят о замкнутом топливном цикле, не требующем поступления делящегося материала из природного источника.

#### Ядерные отходы
Отработанное ядерное топливо (ОЯТ) и конструкционные материалы реактора с наведенной радиоактивностью являются мощными источниками опасных ионизирующих излучений. Технологии работы с ними интенсивно совершенствуются в направлении минимизации количества захораниваемых отходов и уменьшения срока их опасности. ОЯТ также является источником ценных радиоактивных изотопов для промышленности и медицины. Переработка ОЯТ необходимый этап замыкания топливного цикла.

### Использование в медицине
В медицине обычно используются различные нестабильные элементы для проведения исследований или терапии.